# Isla de Hindmarsh

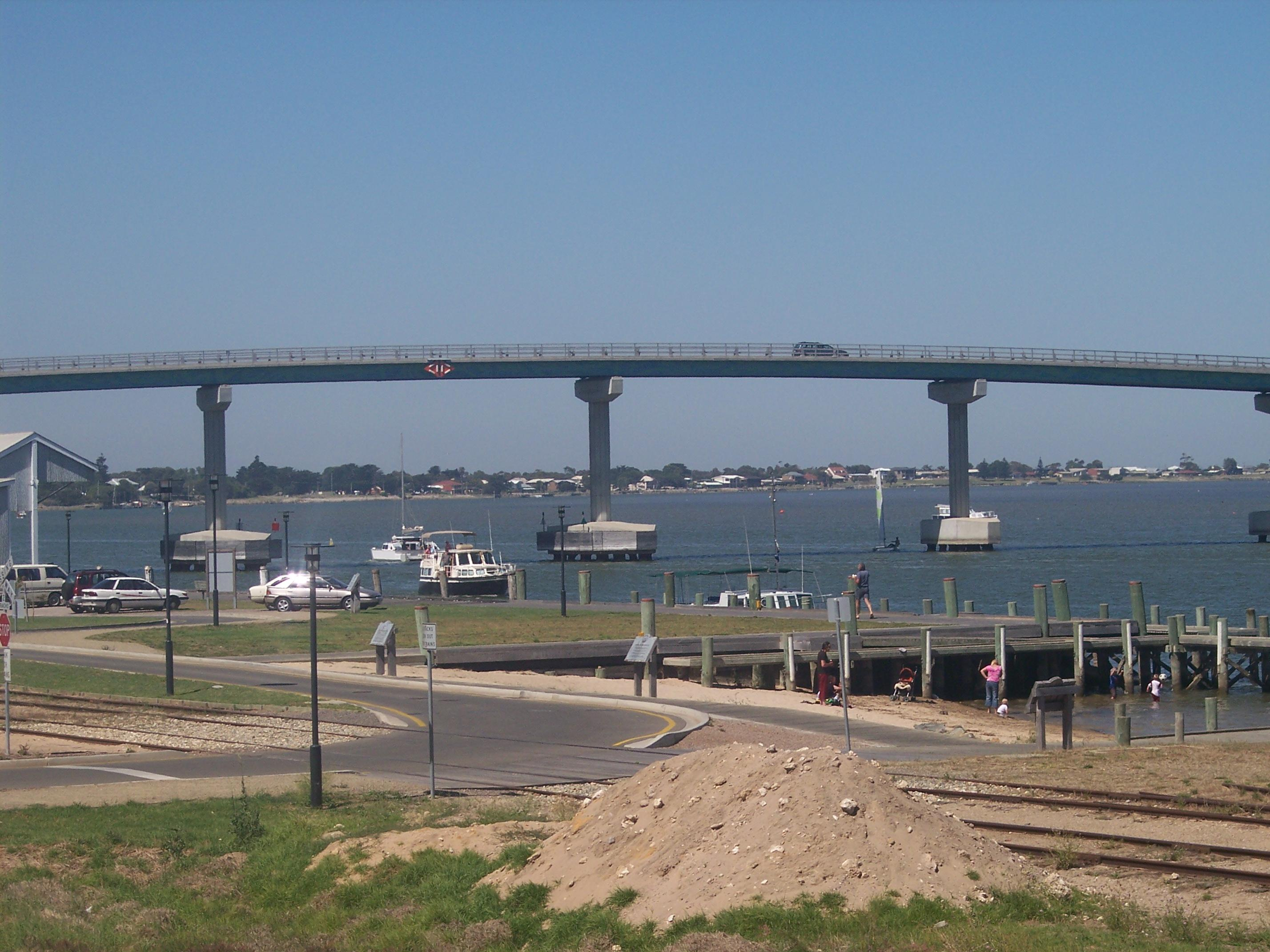
Vista del puente que une la isla de Hindmarsh con los muelles de Goolwa.

La isla de Hindmarsh (en dialecto ngarrindjeri: Kumarangk) se encuentra en la desembocadura del río Murray, uno de los más grandes de Australia, que desemboca en el océano Índico. Está situada junto a la península de Fleurieu, cerca del pueblo de Goolwa, Australia Meridional. En 2001 se abrió un puente que ha convertido a la isla es un popular destino turístico.
En realidad, el río Murray, que discurre de norte a sur, desemboca en el lago Alexandrina, que está separado del mar por una serie de islas, la más grande las cuales es Hindmarsh. De ese modo, el agua que hay al norte de la isla es dulce, mientras, que al sur, junto a la barra de arena que separa el lago del mar, es salada. Al este de la isla se halla una de las bocas del río, la boca Murray, por donde el río sale al mar. Esta boca suele ir variando de lugar con el tiempo debido a las corrientes. Aquí se inicia el parque nacional Coorong (Coorong National Park), un ecosistema lacustre que se extiende 130 km hacia el sudeste de Hindmarsh.

## Historia
El primer europeo en pisar la isla fue el capitán Charles Sturt en 1830. Otro capitán, John William Dundas Blenkinsop, le dio en 1837 el nombre del primer gobernador de Australia Meridional, sir John Hindmarsh. En la década de 1850 se construyó un molino de harina, en 1858 se estrenó un ferry entre Goolwa y la isla. Ese año se estrenó también el hilo telegráfico. En 1861 se construyó un cementerio y en 1900, una factoría quesera para explotar los quesos fabricados a partir de las vacas Hereford y las ovejas Shropshire que habían sido introducidas en Australia en 1868. La luz llegó a la isla en 1865.